# شانتال آندره
شانتال آندره (تلفظ اسپانیایی: [tʃanˈtal anˈdeɾe]، با نام اصلی ژاکلین شانتال فرناندز آندره متولد ۲۵ ژانویه 1972) هنرپیشه و خوانندهٔ مکزیکی است که بیشتر بازی کردن نقش افراد شرور، خون‌آشام یا زن تلخ در تله‌نوولاها شهرت دارد. او به عنوان یک بازیگر جدی ("Toda una profesional") مطرح شده‌است.

## زندگی شخصی
او با تهیه‌کننده روبرتو گومز فرناندز، پسر کمدین مشهور مکزیکی روبرتو گومز بولانوس ازدواج کرد. در ۶ دسامبر ۲۰۰۶، تلویزیون Escándalo Telefutura اعلام کرد که او قصد دارد از همسرش طلاق بگیرد. آندره در دسامبر ۲۰۰۸ با انریکه ریورو لیک ازدواج کرد. آنها از این ازدواج صاحب یک دختر و یک پسر هستند.